# Liste der Monuments historiques in Vadonville
Die Liste der Monuments historiques in Vadonville führt die Monuments historiques in der französischen Gemeinde Vadonville auf.

## Liste der Objekte
| Bezeichnung                           | Beschreibung                                                                                | Standort                                   | Kennzeichnung | Schutzstatus | Datum | Bild |
| ------------------------------------- | ------------------------------------------------------------------------------------------- | ------------------------------------------ | ------------- | ------------ | ----- | ---- |
| Skulptur Ohnmacht Mariens             | Bronze, 1884; Kopie der Skulptur von Ligier Richier in der Kirche St-Michel in Saint-Mihiel | in der Kirche Nativité-de-la-Vierge (Lage) | PM55002440    | Inscrit      | 2003  |      |
| Epitaph für Antoine Hautcolas         | Stein, bezeichnet 1709                                                                      | in der Kirche Nativité-de-la-Vierge (Lage) | PM55002439    | Inscrit      | 2003  |      |
| Gemälde Porträt von Antoine Hautcolas | Ölfarbe auf Leinwand, Holzrahmen, 18. Jahrhundert                                           | in der Kirche Nativité-de-la-Vierge (Lage) | PM55002441    | Inscrit      | 2003  |      |